# Адмиралтейский якорь
Адмиралте́йский я́корь (англ. common anchor, anchor of the Admiralty, admiralty pattern anchor) — классический тип якоря.

## Устройство
Якорь состоит из веретена, заканчивающегося внизу трендом (утолщённой частью). Нижнюю грань тренда называют пяткой. От тренда отходят 2 неподвижных рога (иначе — лапы), заканчивающихся носками (треугольными лапами с остриями). На утолщение в верхней части веретена насажен анкершток, перпендикулярный плоскости лап. Выше штока веретено соединено со скобой якоря посредством болта, проходящего через отверстие в веретене. По своей конструкции адмиралтейский якорь относят к группе якорей с неподвижными лапами и штоком. Шток якоря может быть деревянным, закреплённым постоянно, или металлическим. Деревянный шток используют на больших якорях. Он постоянно закреплён на якоре, менее долговечен, чем сам якорь, и требует бережного обращения. Металлический шток позволяет складывать якорь. В рабочем положении такой шток фиксируют чекой, а в походном — сдвигают и укладывают вдоль веретена, для чего один из концов штока, остающийся в веретене, выполняют изогнутым. Чтобы металлический шток ни при каких условиях не выпал, на концах его сделаны роульсы (утолщения).

## Действие якоря
При отдаче адмиралтейского якоря он приходит в соприкосновение с грунтом сначала лапой или пяткой. Когда вытравится на грунт некоторая часть якорной цепи, якорь ложится обыкновенно плашмя на обе лапы, а шток упирается одним концом в грунт. После того, как слабина якорной цепи будет выбрана и лежащая на грунте часть цепи натянется, она потянет за собой скобу якоря книзу; якорь перекантуется на штоке, шток примет горизонтальное положение, а лапы станут вертикально. Шток при этом действует как рычаг. Вследствие продолжающегося натяжения якорной цепи нижняя лапа, как плуг начнёт входить в грунт, пока веретено не ляжет на дно всей своей длиной, при этом нижняя лапа войдёт в грунт целиком.

## История
Классическая конструкция якоря уходит корнями в древность. Двурогий якорь со штоком, стоящим поперёк, известен у древних народов, в частности, древних греков и римлян. Такой якорь мог быть изготовлен из крепкого дерева, целиком или с металлическими частями для большей прочности. Шток в таком случае делали тяжёлым, из камня или металлов вплоть до свинца. Очень тяжёлый шток был необходим для надёжной работы деревянного якоря при использовании обыкновенных тогда якорных канатов из растительных волокон, которые в воде не имеют большого веса. Якоря были весьма дороги, особенно большие или металлические, из-за чего их использовали только в случае особой нужды. Как правило, якоря размещали на корме, причём самый большой якорь берегли, и обычно использовали небольшие якоря, бросая их сразу по несколько штук. Роль якорей была, скорее, спасательной; ими удерживались при противных ветрах, чтобы избежать выбрасывания судна на опасный берег. Для простых стоянок вместо ценных якорей мог быть использован трос с привязанным грузом. По этой причине в античности якорь служил символом надежды и спасения.
Позднее якоря делали коваными из железа. Изготовление железного якоря, особенно крупного, всегда представляло серьёзную задачу и требовало большого мастерства кузнеца, так как рога и веретено ковали отдельно, а затем соединяли кузнечной сваркой. Особого внимания требовал каждый технологический этап, начиная от подбора материалов и заканчивая финишной отделкой и приёмкой. Массу тонкостей имела термообработка. Однако, несмотря на строгий контроль, облом рога из-за дефектов якоря был совершенно обычным делом. Предпринимали разные технологические ухищрения для повышения прочности, в частности, сборка ковкой из набора фигурных пластин. Разные мастера и фабриканты разных стран по-разному определяли пропорции якоря, угол развала рогов, форму лап и тому подобное. Заметный прогресс был достигнут в середине XIX века с появлением парового молота и установлением адмиралтейского стандарта.

### Адмиралтейский стандарт
Название «адмиралтейский якорь» появилось после больших натурных испытаний якорей, проведённых Британским адмиралтейством в середине XIX века. Потребность в испытаниях была вызвана серьёзными проблемами с надёжностью работы и качеством выделки у существовавших тогда якорей, и, как результат, ростом числа аварий. В 1852 году Адмиралтейством был принят стандарт на якоря, основанный на полученном опыте. Собственно, «адмиралтейским якорем» изначально называли якорь, изготовленный по британскому адмиралтейскому стандарту 1852 года. Однако название быстро распространилось на все прочие якоря, работающие по классическому принципу.

### Использование якоря
С середины XX века адмиралтейский якорь, как становой, массово не употребляют. Складные якоря с металлическим штоком сохраняют на кораблях и судах в качестве стоп-анкеров и верпов. Кроме того, якорь по-прежнему используют на верфях для остановки корабля при спуске его на воду.

### Узлы якорного каната
- Якорный узел (Anchor Bend[1]) — для привязывания якорного каната к якорю на английском парусном флоте
- Якорный узел (Anchor Bend[2]) — для прикрепления троса малой шлюпки к рыму якоря, предпочтительно со шлагом
- Якорный узел (Anchor Bend[3]) — для переплетения между собой концов двух коротких канатов в один длинный якорный канат для удлинения
- Буйрепный узел (Buoy Rope Hitch[4]) — для прикрепления якоря корабля к буйрепу на голландском парусном флоте
- Якорный узел (Anchor Bend[5]) — для прикрепления якорного каната к якорю на португальском парусном флоте

## Признаки
Достоинства
- Эффективность. Якорь имеет приличный коэффициент держащей силы (отношение максимальной удерживающей силы к весу якоря). Он часто выше, чем у других якорей того же веса и выше, чем у якоря Холла
- Проверенная временем простая конструкция, отсутствие или минимум механических частей
- Хорошая работа на самых разных грунтах
- Конструкция пригодна для якорей самых разных размеров

Недостатки
- Якоря трудоёмки в обращении, особенно большие. Работа с ними требует особой сноровки и приспособлений. Так как якорь не втяжной, просто поднять его из воды недостаточно
- Якоря не плоские, они очень громоздки. Они неудобны там, где требуются открытые чистые палубы, например, при наличии башенной артиллерии, или пространство сильно ограничено, например, на гидросамолётах
- Быстрая отдача из положения по-походному невозможна, поэтому для якорной стоянки якорь нужно готовить заблаговременно. Известны аварии, когда якорь при внезапной опасности не успели быстро отдать из положения по-походному
- Запасной якорь приходится хранить разобранным. Его подготовка требует заметного времени и усилий экипажа, особенно если якорь большой, а условия суровы. Известны аварии, произошедшие из-за того, что экипаж в сильную непогоду не смог, когда было нужно, привести запасной якорь в рабочее состояние
- Якорь опасен. Известны кораблекрушения после того, как раскачивающийся якорь пробивал лапой борт. Будучи закреплён у скулы, якорь очень опасен при столкновениях, при сближениях и швартовке. Из-за сложностей работы с якорем травмировался экипаж. На мелководье торчащая наверх вторая лапа якоря очень опасна для судов, в том числе и судна, отдавшего этот якорь. Известна масса аварий, в том числе с большими жертвами, виной которых был якорь, пробивший борт или днище при столкновениях, на качке, на мелководье
- Сложность изготовления и одновременно риск скрытых дефектов сильно возрастают с ростом массы якоря. Якоря, особенно большие, предъявляют особые требования к качеству материалов и квалификации изготовителя. Они не технологичны в производстве и очень дороги
- Деревянные штоки хрупки, недолговечны и повреждаются моллюсками. Железные штоки гнутся
- На грунте одна из лап торчит вверх, якорный канат может за неё зацепиться. Якорь, запутавшийся в канате, вырывается из грунта и больше не забирает